# 2022年中華民國憲法修正案
2022年中華民國憲法修正案，又稱18歲公民權修憲案、憲法修正案公民複決第1案，是一個未複決通過的修憲案，目的在降低選舉權與被選舉權等公民權的最低年齡至18歲。
2022年3月25日，立法院表決通過《中華民國憲法增修條文》增訂第1條之1修正案，公民複決於2022年11月26日與地方公職人員選舉同時舉行，這也是2005年中華民國第7次修憲將憲法修正案改由公民複決以來第一次舉行公民複決的憲法修正案（憲法修正案公民複決第1案）。公投票以白色紙印製，上方載明複決修正案全文，可圈選「同意」或「不同意」。
如修憲案複決通過：
1. 國民具選舉權最低年齡由20歲降至18歲[7]。
2. 國民具罷免、創制、複決、及參加公民投票權最低年齡由憲法定為18歲。
3. 國民具被選舉權最低年齡由23歲降至18歲。但憲法授權法律可另外規定較高的候選人年齡門檻，所以在修改當時選罷法前無實質效果[8]。

複決投票結果有效同意票5,647,102票，未過選舉人總額半數之門檻而未通過。全國性或地方性公民投票在公投失敗後，2年內不得再進行相同提案的公投；但修憲複決公投並沒有這類限制，立法院仍可隨時重新通過提案，並在公告半年後交付複決公投。

## 背景
臺灣自1994年起至今，許多公民團體推行降低投票年齡，其中主要的訴求是將現行的20歲投票降低到18歲。在第三次、第四次修憲時，皆有提出降低投票年齡的草案，但是在多數選舉權人的反對下，皆未通過。
2005年，台灣少年權益與福利促進聯盟開始推動降低投票年齡運動，是第一個提出降低投票年齡的民間團體。2014年，多個學生團體、青少年團體等組成「十八歲公民權推動聯盟」。2015年5月20日，立法院修憲委員會討論下修18歲公民投票權，然而因當國民黨要求修憲條文一併納入不在籍投票等，雙方協商13個小時仍無交集，導致18歲公民權因而延宕。「十八歲公民權推動聯盟」召集人葉大華認為，雖然朝野都有共識下降投票年齡，但因政治算計，各政黨皆希望捆綁其他修憲議題，故每不了了之。
2017年，公民投票法修正，規定滿18歲可以投非憲法相關的公投票。2020年8月，行政院正式提出民法草案，將民法成年從20歲降低至18歲。隨後，立法院於2020年12月通過了此民法草案，並將於2023年1月1日實施。
根據中華民國憲法規定，20歲以上的公民具有選舉權，23歲以上公民享有被選舉權。根據中華民國憲法增修條文規定，修改憲法需要四分之三立法委員出席且四分之三的立法委員同意，提出憲法修正案，並且進行六個月公告後，三個月內進行投票複決，票數要達到選舉人總額過半數的同意後才能通過。雖然《公民投票法》規定18歲以上的公民可以投票，但是本次憲法修正案公民複決僅允許有選舉權（即20歲以上）公民投票。

## 過程

### 立法院提出憲法修正案
第10屆立法院開議之後，朝野立委對於下修公民權至18歲具有高度共識。2020年3月，中國國民黨立法院黨團提出降低投票年齡的草案；3月27日，立法院一讀通過由國民黨團提案的「18歲選舉權，20歲被選舉權」憲法修正案，送交修憲委員會審查。民主進步黨立法院黨團、台灣民眾黨立法院黨團、時代力量立法院黨團也提出18歲修憲草案。
2020年5月20日，中華民國總統蔡英文在第二次總統就職演說表示，立法院將成立修憲委員會。2020年9月14日，立法院朝野協商同意成立修憲委員會，依政黨比例由民進黨22人、國民黨14人、民眾黨2人、時代力量1人組成。同年10月6日，立法院修憲委員會於立法院院會通過名單後正式啟動。
2022年1月18日，民進黨立委兼立法院修憲委員會召委鍾佳濱同意，管碧玲、張其祿及邱顯智所提的修正動議合併處理；在國民黨立委缺席下，經點名表決，在場立委23人同意，通過了由民進黨、時代力量和台灣民眾黨共同提出的修憲草案。
2022年3月25日，第十屆立法院第5會期提出憲法修正案，除了立法院長游錫堃按慣例未投票，國民黨立委李貴敏、鄭麗文、無黨籍立委高金素梅未出席，其餘立委皆投贊成票，最終以109票比0票表決通過。
第6次修憲，立法院成為憲法修正案的唯一提案機關，複決機關則是國民大會，第7次修憲則由國民大會複決改為公民投票複決憲法修正案，本案是2005年第7次修憲通過後17年以來中華民國第一次交由全民複決的憲法修正案。

### 提交複決的增修條文內容
立法院通過之修正條文為：
|                                  | 中華民國國民年滿十八歲者，有依法選舉、罷免、創制、複決及參加公民投票之權。除本憲法及法律別有規定者外，年滿十八歲者，有依法被選舉之權。 憲法第一百三十條之規定，停止適用。 |
| ——中華民國憲法增修條文第一條之一 | |

2022年3月28日，立法院長游錫堃貼出公告；公告到9月28日。
如修憲案通過：
1. 國民具選舉權最低年齡由20歲降至18歲。
2. 國民具罷免、創制、複決、及參加公民投票權最低年齡由憲法定為18歲。
3. 除法律另有規定外，國民具被選舉權最低年齡由23歲降至18歲。但因選罷法目前規定候選人年齡最低要滿23歲，修憲案通過後還要修法，候選人的年齡資格才可能下修，但反過來說，基於憲法最高性，憲法第一百三十條規定，年滿二十三歲者，有依法被選舉之權，若未通過修憲複決案，則無法僅修改法律便使被選舉權年齡下修。[44]

### 交付公民複決

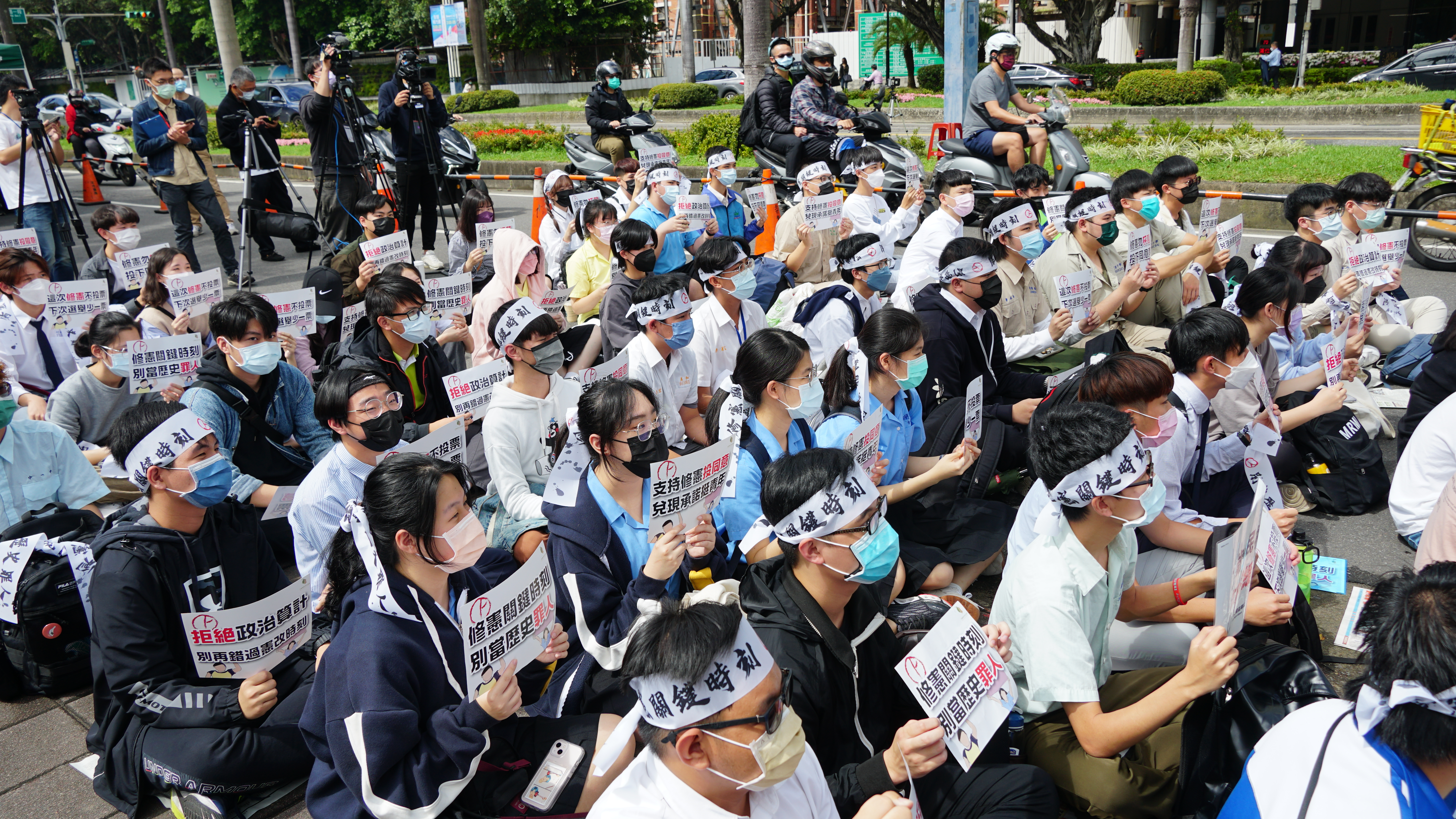
立法院外支持18歲公民權的學生

2022年4月15日，中央選舉委員會會議決定複決投票日期，複決定於當年11月26日與地方公職人員選舉同日舉行投票。
5月3日台灣民眾黨舉行「十八青年動起來 我是國家的未來」挺18歲公民權齊步走活動，包括五位時任黨籍立委等黨公職人員出席為青年發聲步行1.8公里，從立法院走到中選會，呼籲支持18歲公民權。6月23日啟動創黨以來第三次的全台大眾走，由宜蘭縣宜蘭人故事館前廣場展開環島活動，後續經花蓮、台東，推廣十八歲公民權入憲的「永續台灣、世代共行」理念。時任立委蔡壁如表示，今年三月立法院終於三讀通過，年底只要再獲得九六五萬票公民複決通過，未來十八歲就能開始投票，青年成為國家的主人翁不再只是口號；這次大眾走台灣民眾黨要用雙腳走遍台灣，象徵與台灣青年共創未來的決心。
2022年8月17日，民進黨中央黨部舉行「民主前進挺18」宣誓記者會，黨主席蔡英文指示全黨候選人加強宣傳，通過修憲門檻實現18歲完整公民權。2022年9月5日，民進黨青年發展部發起「繽紛18路行動」，號召全國各地年輕學子、黨籍參選人走進廟口、公園、市場和百貨商圈等地宣傳，爭取家長、長輩支持18歲公民權理念。

## 投票日程
| 複決工作日程 | 複決工作日程       | 複決工作日程                     |
| 辦理日期     | 辦理日期           | 工作項目                         |
| ------------ | ------------------ | -------------------------------- |
| 2022年       | 10月12日前         | 發布公民複決公告                 |
| 2022年       | 10月13日－11月25日 | 辦理公民複決案意見發表會或辯論會 |
| 2022年       | 11月6日            | 投票權人名冊編造完成             |
| 2022年       | 11月22日前         | 公告投票權人人數                 |
| 2022年       | 11月26日           | 投票、開票                       |
| 2022年       | 12月2日前          | 審定公民複決結果                 |
| 2022年       | 12月2日            | 公告公民複決結果                 |

## 投票結果

修憲複決第1案鄉鎮市區別得票率

|          |            | 個數       | ％       | 占選舉人數％ |
| -------- | ---------- | ---------- | -------- | ------------ |
| 選舉人數 | 選舉人數   | 19,239,392 | 100.00   | 100.00       |
| 門檻票數 | 門檻票數   | 9,619,697  | 50.00%+1 | 50.00%+1     |
|          | 同意票數   | 5,647,102  | 52.96    | 29.35        |
|          | 不同意票數 | 5,016,427  | 47.04    | 26.07        |
| 有效票數 | 有效票數   | 10,663,529 | 93.99    | 55.54        |
| 無效票數 | 無效票數   | 682,403    | 6.02     | 3.55         |
| 總投票數 | 總投票數   | 11,345,932 | 100.00   | 59.10        |
| 結果     | 結果       | 不通過     | 不通過   | 不通過       |

## 民意調查
| 調查日期           | 機構             | 樣本數 | 會投票總計% | 會投票且投同意% | 支持修憲案% | 不支持修憲案% | 無明確意見% |
| ------------------ | ---------------- | ------ | ----------- | --------------- | ----------- | ------------- | ----------- |
| 2022年10月21至23日 | ETtoday民調雲    | 1507   | 62.5        | 43.4            | 53.8        | 33.5          | 12.6        |
| 2022年10月13至16日 | 山水民意研究公司 | 1492   |             | 45.8            | 53.6        |               |             |
| 2022年8月11至13日  | 山水民意研究公司 | 1519   | 63.8        | 39.5            | 48.7        | 39.9          | 11.5        |

## 後續影響
此次修憲複決投票顯示修憲門檻偏高，需要約962萬（此次複決961萬9,697人）有效同意票才能讓此案通過，相較於蔡英文在2020年獲得總統選舉史上最高得票的817萬票要更高。台灣少年權益與福利促進聯盟表示，會研究對18歲公民權提出「釋憲案」或再推動一次修憲複決投票。